# Juliette Ducordeau
Juliette Ducordeau (* 22. Dezember 1998) ist eine französische Skilangläuferin.

## Werdegang
Ducordeau, die für den Club de Ski Nordique Villard de Lans startet, nahm von 2014 bis 2018 an Juniorenrennen teil. Dabei belegte sie bei den Olympischen Jugend-Winterspielen 2016 in Lillehammer den 18. Platz im Sprint, den 12. Rang im Cross sowie den achten Platz über 5 km Freistil und bei den nordischen Junioren-Skiweltmeisterschaften 2016 in Râșnov den 25. Platz über 5 km klassisch, den 20. Rang über 10 km Freistil sowie den sechsten Platz mit der Staffel. In den folgenden Jahren kam sie bei den nordischen Junioren-Skiweltmeisterschaften 2017 in Soldier Hollow auf den 15. Platz im Skiathlon auf den 11. Rang über 5 km klassisch sowie auf den vierten Platz mit der Staffel und bei den nordischen Junioren-Skiweltmeisterschaften in Goms auf den 51. Platz über 5 km klassisch. Ihr erstes Rennen im Alpencup lief sie im Januar 2019 in Nové Město, welches sie auf dem 27. Platz im Sprint beendete. Zu Beginn der Saison 2010/20 gab sie in Lillehammer ihr Debüt im Skilanglauf-Weltcup, wobei sie den 50. Platz im Skiathlon errang. Im weiteren Saisonverlauf erreichte sie mit Platz drei über 10 km Freistil in St. Ulrich am Pillersee ihre erste Podestplatzierung im Alpencup und bei den U23-Weltmeisterschaften 2020 in Oberwiesenthal den 24. Platz im 15-km-Massenstartrennen, den 22. Rang über 10 km klassisch und den sechsten Platz mit der Mixed-Staffel. In der Saison 2021/22 wurde sie mit fünf Top-Zehn-Platzierungen Zehnte in der Gesamtwertung des Alpencups. Nach Platz zwei über 10 km klassisch beim Alpencup in Santa Caterina Valfurva zu Beginn der Saison 2022/23, holte sie in Davos mit dem 25. Platz über 20 km Freistil ihre ersten Weltcuppunkte. Die nachfolgende Tour de Ski 2022/23 beendete sie auf dem 21. Platz.